# Aloños
Aloños es una localidad del municipio de Villacarriedo (Cantabria, España). En el año 2008 contaba con una población de 165 habitantes (INE). La localidad se encuentra a 5 kilómetros al oeste de la capital municipal Villacarriedo, y está a una altitud de 305 m s. n. m.
Cuenta con una bolera para la práctica de uno de los deportes más tradicionales de la comunidad.
En otoño suele ser la mejor época del año para la práctica del senderismo, pues cuenta con un espectacular hayal, el cual en esta época del año está en pleno apogeo. Tanto el hayal como el pueblo son atravesados por el río Junquera.
Entre sus arquitecturas destaca la de la iglesia parroquial dedicada a San Fructuoso, datada en el siglo XVII.
- Datos: Q5670486